# Merse
A Merse régi magyar, örmény eredetű férfinév, jelentése: úr, nemes herceg. Egyesek szerint a szláv Miroslav magyar változata, ez esetben a jelentése béke + dicsőség.

## Gyakorisága
Az 1990-es években szórványos név, a 2000-es években nem szerepel a 100 leggyakoribb férfinév között.

## Névnapok
- augusztus 22.[2]

## Híres Mersék
- Bagdi Merse - zenész, a NoWay! zenekar volt basszusgitárosa
- Béres Merse - népitáncos, énekes, zongoraművész, illusztrátor

- Szinyei Merse Pál - festő (nevében a Merse családnév)

## Egyéb Mersék
- Egyházasmerse
- Merse vára, Szinyelipóc
- Merse – Vas vármegyei település, ma Mersevát része